# Hannah Montana & Miley Cyrus: Best of Both Worlds Concert
Hannah Montana & Miley Cyrus: Best of Both Worlds Concert (w Wielkiej Brytanii Hannah Montana 3D) – amerykański film dokumentalny z koncertu Miley Cyrus. Wydany oryginalnie w USA i Kanadzie w dniach 1 - 7 lutego 2008. Polska premiera 12 września 2008 na kanale Disney Channel.

## Obsada
- Miley Cyrus
- Jonas Brothers
- Kenny Ortega
- Billy Ray Cyrus